# Mexikói bárdmakréla
A mexikói bárdmakréla (Selene orstedii) a sugarasúszójú halak (Actinopterygii) osztályának sügéralakúak (Perciformes) rendjébe, ezen belül a tüskésmakréla-félék (Carangidae) családjába tartozó faj.

## Előfordulása
A mexikói bárdmakréla elterjedési területe a Csendes-óceán keleti része, a mexikói Alsó-Kalifornia (Baja California) legdélibb pontjától Kolumbia partjáig.

## Megjelenése
Általában 25 centiméter hosszú, de akár 33 centiméteresre is megnőhet. Pikkelytelen teste ezüstös, fémezett kék és zöld árnyalattal. Az ivadék sárgás, jól látszó 4-5 sötét vonallal.

## Életmódja
A mexikói bárdmakréla trópusi, tengerfenék közelében élő halfaj. A sekély, partmenti helyeket keresi, ahol a tengerfenék közelében, rajokban úszik. Tápláléka kalmárok, kisebb rákok és halak, valamint soksertéjűek is.

## Felhasználása
Ennek a halnak nincs nagy halászati értéke; inkább a sporthorgászok kedvelik. Frissen, sózva vagy szárítva árusítják.